# 牡丹江駅
座標: 北緯44度35分27.3秒 東経129度36分44.9秒 / 北緯44.590917度 東経129.612472度
牡丹江駅（ぼたんこう-えき）は、中華人民共和国黒龍江省牡丹江市西安区にある中国国鉄ハルビン鉄路局が管轄する駅である。

## 利用可能な鉄道路線
中国国鉄
- 哈牡旅客専用線
- 浜綏線
- 図佳線（牡佳線・牡図線）

## 駅周辺
- 牡丹江市衛生局
- 牡丹江教育学院
- 人民公園
- 児童公園
- 牡丹江市気象局

## 歴史
- 1901年 - 開業。

## 隣の駅
中国国鉄
浜綏線
黄花駅 - 牡丹江駅 - 愛河駅
図佳線
卡路屯駅 - 牡丹江駅 - 富江鎮駅